# The Story of a Heart's Decay
The Story of a Heart's Decay är ett studioalbum av Kristofer Åström, utgivet den 23 oktober 2015 på Startracks.

## Låtlista
Sida A
1. "Fine Line"
2. "Razors Edge"
3. "For Tomorrow"
4. "Ghost Mess"
5. "Helliness"

Sida B
1. "Olivia"
2. "A Battle (You and Me Is All We Get)"
3. "Holograms"
4. "Cutthroat"
5. "Lioness Den"

## Mottagande
Albumet har medelbetyget 3,5/5 på Kritiker.se, baserat på tolv recensioner.